# Nikolai Brashman
Nikolai Dmitrievich Brashman (Rousínov, 14 de junho de 1796 — Moscou, 13 de maio de 1866) foi um matemático russo de origem tcheca.
Foi orientado de Joseph Johann von Littrow e orientador de Pafnuti Tchebychev.
Foi o primeiro presidente da Sociedade Matemática de Moscou, de 1864 a 1866.